# Metronom'

Metronom' est une série de bande dessinée de science-fiction française scénarisée par Éric Corbeyran et dessinée par Grun.

## Synopsis
Dans une Europe futuriste, où l'opinion publique est manipulée pour voter dans le sens désiré par le gouvernement, à chaque référendum, une femme recherche son mari, Doug Forester, qui a été mis au secret par le gouvernement. Elle est aidée par Lynman, un journaliste que son journal censure à chaque article.

## Albums
1. Tolérance zéro (2010)
2. Station orbitale (2011)
3. Opération suicide (2012)
4. Virus psychique (2014)
5. Habeas mentem (2015)

Série terminée.

## Publication

### Éditeurs
- Glénat : tomes 1 à 5 (première édition des tomes 1, 2, 3, 4 et 5)